# Guarda Palatina

Guarda palatino.

A Guarda Palatina (em italiano:  Guardia Palatina d'Onore) foi uma unidade militar dos Estados Pontifícios e da Cidade do Vaticano. 
A Guarda Palatina foi criada em 1850, no pontificado de Pio IX, pela fusão de duas unidades preexistentes nos Estados Pontifícios. Esse corpo formou a unidade de infantaria participando na vigilância de Roma. Deste modo entrou em diversas batalhas, como a tomada de Roma, sempre em defesa da Cidade Eterna contra os soldados piemonteses.
Depois de 1870 e da unificação da Itália, a Guarda ficou confinada ao Vaticano, onde prestava um serviço de guarida. Faziam ato de presença quando o Papa aparecia na Praça de São Pedro, bem como quando algum chefe de estado visitava o Vaticano. Neste tipo de ocasiões executavam os hinos nacionais.
A Segunda Guerra Mundial foi um ponto alto na história da Guarda Palatina. Em setembro de 1943, quando as tropas da Alemanha Nazi ocupavam Roma em resposta ao armistício da Itália com os Aliados, a Guarda Palatina ficou com a responsabilidade de proteger o Vaticano e várias propriedades do Vaticano em Roma, além da casa de veraneio do Papa em Castel Gandolfo. Os guardas (sobretudo lojistas romanos e empregados de escritório), cujo serviço era até então limitado a ocasiões cerimoniais, viram-se envolvidos em operações de patrulha aos muros, jardins e pátios do Vaticano e à vigilância de entradas nos edifícios de Roma. Em mais de uma ocasião este serviço acabou por resultar em violentos confrontos com a polícia da Itália fascista que operava com as autoridades alemãs para prender refugiados políticos que se escondiam em edifícios protegidos pelo Vaticano. No início da Segunda Guerra Mundial em setembro de 1939, a Guarda Palatina tinha 500 homens, e na libertação de Roma em junho de 1944 tinha já 2000 homens.
Os corpos desta unidade eram compostos por voluntários não remunerados, que no entanto recebiam certa quantia para a reparação dos seus uniformes. Os membros desta tropa vestiam uniforme azul e um quepi emplumado. O seu lema era Fide constamus avita, que em latim significa somos salvos na fé.
O corpo foi dissolvido em 14 de setembro de 1970 pelo Papa Paulo VI, ao abrigo das reformas na Igreja induzidas pelo Concílio Vaticano Segundo. Os seus membros foram convidados a integrar um novo grupo chamado Associação dos Santos Pedro e Paulo (em italiano:  Associazione SS. Pietro e Paolo), cujos estatutos foram aprovados pelo Papa em 24 de abril de 1971.